# John Patrick Foley
John Patrick kardinál Foley (11. listopadu 1935, Darby, Pensylvánie – 11. prosince 2011) byl americký kardinál a předseda Papežské rady pro sdělovací prostředky.

## Život
Narodil se v americké Pensylvánii, kněžské svěcení přijal ve Filadelfii v roce 1962. V této diecézi působil až do roku 1984, kdy ho papež Jan Pavel II. jmenoval předsedou Papežské rady pro sdělovací prostředky. Tu vedl 23 let, do roku 2007. Zasloužil se například o zavedení internetové domény Svatého stolce .va a digitalizaci vatikánských médií v souladu s rozvojem komunikačních technologií.  V roce 2007 jej Benedikt XVI. jmenoval velmistrem Řádu Božího hrobu jeruzalémského a následně kardinálem. 
| „                                        | Kardinál Foley je člověk, kterého velmi obdivují a milují všichni, kdo jej poznali, a to pro jeho laskavost, pro jeho duchovní rozměr: byl to člověk opravdu velké duchovní úrovně. Všichni, kdo jej poznali, i v těchto posledních letech a v průběhu jeho nemoci, k němu chovají skutečný obdiv. Jsem přesvědčen, že ztělesnil nejlepším možným způsobem přátelský, otevřený a pozorný vztah církve ke světu sdělovacích prostředků, ne jako nějaký neosobní svět, ale jako svět osob. | “ |
| — vatikánský mluvčí P. Federico Lombardi | |   |